# Pyraphlecta melissodes
Pyraphlecta melissodes är en fjärilsart som beskrevs av Willie Horace Thomas Tams 1932. Pyraphlecta melissodes ingår i släktet Pyraphlecta och familjen säckspinnare. Inga underarter finns listade.